# Епархия Лаэ
 Епархия Лаэ (лат. Dioecesis Laënsis) — епархия Римско-католической церкви c центром в городе Лаэ, Папуа – Новая Гвинея. Епархия Лаэ входит в митрополию Маданга. Кафедральным собором епархии Лаэ является собор Пресвятой Девы Марии.

## История
18 июня 1959 года Римский папа Иоанн XXIII выпустил буллу Prophetica vox, которой учредил апостольский викариат Лаэ, выделив его из апостольского викариата Алексисхавена (сегодня — Архиепархия Маданга).
15 ноября 1966 года Римский папа Павел VI издал буллу Laeta incrementa, которой преобразовал апостольский викариат Лаэ в епархию.

## Ординарии епархии
- епископ  Henry Anthony A. van Lieshout (15.11.1966 — 15.01.2007);
- епископ Christian Conrad Blouin (15.01.2007 — 10.10.2018, в отставке);
- епископ Rozario Menezes, S.M.M. (10.10.2018 — по настоящее время).

## Источник
- Annuario Pontificio, Ватикан, 2007
- Булла Prophetica vox, AAS 51 (1959), стр. 890  (лат.)
- Булла Laeta incrementa  (лат.)